# TidalCycles
TidalCycles (也称为"Tidal") 是一个可以即兴演奏音乐的现场编程环境。 更具体地，它是一个嵌入在Haskell中的领域特定语言 ，主要用于声音与视觉模式的生成与操作。 Tidal 最初是为偏打击乐、基于网格的复节奏音乐而设计，但现在被认为是一个使用有理数时间的，灵活的、函数响应式的模式表示。 虽然其在时间上循环的处理方式 意味着它可能更适合重复的风格，比如 Algorave，但 Tidal 仍可用于更广泛的音乐风格中。
在早期，Tidal 官方使用 C语言 写成的采样器 Dirt 来触发采样，现在更多地开始使用 SuperCollider 环境的中的 SuperDirt 来进行。同时，Tidal 也存在对MIDI的集成。  